# Foreest (buurtschap)
Foreest is een (voormalige) buurtschap ten noordwesten van Reeuwijk-Dorp, sinds 2011 behorende tot de gemeente Bodegraven-Reeuwijk in de Nederlandse provincie Zuid-Holland. Tegenwoordig wordt de buurtschap Foreest toegerekend aan de buurtschap Middelburg. De nog bestaande "Vreesterdijk" verwijst naar de oorspronkelijke naamgeving en vormde de zuidelijke grens van Foreest. Ten noorden grenst Foreest aan Nieuwkoop.
Dorpen: Bodegraven · De Meije · Driebruggen · Nieuwerbrug · Reeuwijk-Brug · Reeuwijk-Dorp · Sluipwijk · Waarder

Buurtschappen: Abessinië · De Bree · Foreest · Hogebrug · Langeweide · Middelburg (deels) · Molenbrug · Noordzijde · Oosteinde · Oud-Reeuwijk · Oud-Bodegraven · Oudeweg · Oukoop · Platteweg · Randenburg · Tempel · Twaalfmorgen · Vogelzang/Blindeweg · Westeinde · Weijland · Weijpoort · Zuidzijde

Zuid-Holland: Steden en dorpen      Nederland: Provincies · Gemeenten